# Tidens mittpunkt
Tidens mittpunkt (engelska: A Tale of Time City) är en fantasyroman av Diana Wynne Jones från 1987. Boken översattes till svenska 1989. Jones har även skrivit andra fantasy-böcker för barn. 

## Handling
Boken handlar om Vivian som under andra världskriget har evakuerats från London och tagit ett tåg ut till landet där någon skall ta hand om henne tills kriget är över och det är säkert att resa hem. På stationen träffar hon på två killar, Jonathan och Sam som lurar med henne i något som ser ut som en telefonkiosk och därifrån tar de med henne till Tidstaden. I Tidstaden styr man all tid och kan resa fritt till alla tidsåldrar.

## Om boken
Jones var 5 år när kriget bröt ut i London. Hon blev då, tillsammans med sin två år yngre syster, evakuerad till Wales. Jones upplevde Wales som väldigt främmande med ett annat språk och en annan kultur. Dessa upplevelser speglas tydligt i boken. 